# Schloss Lichtenwalde

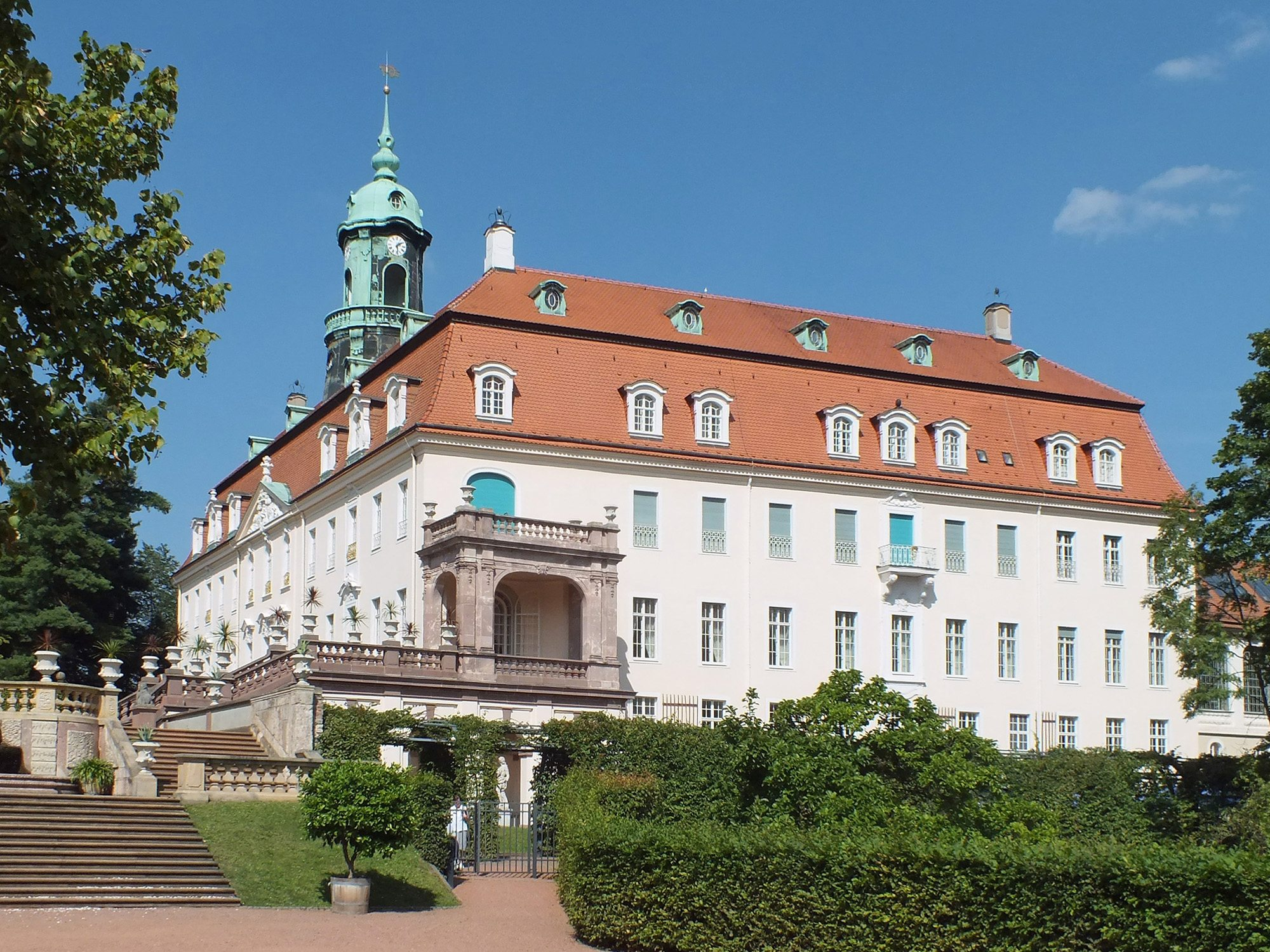
Schloss Lichtenwalde – Gartenseite

Schloss Lichtenwalde ist ein im gleichnamigen Ortsteil der Gemeinde Niederwiesa im Landkreis Mittelsachsen befindliches Barockschloss im Eigentum des Freistaates Sachsen. Umgeben ist das Schloss von einem Barockpark mit zahlreichen Wasserspielen, der 2005 zu einem der schönsten Parks Deutschlands gekürt wurde. Das Schloss Lichtenwalde mit seinem Park ist eines von drei Häusern, das neben Schloss Augustusburg sowie Burg Scharfenstein zu der Gruppe „Die Sehenswerten Drei“ gehört.

## Geschichte

### Burg

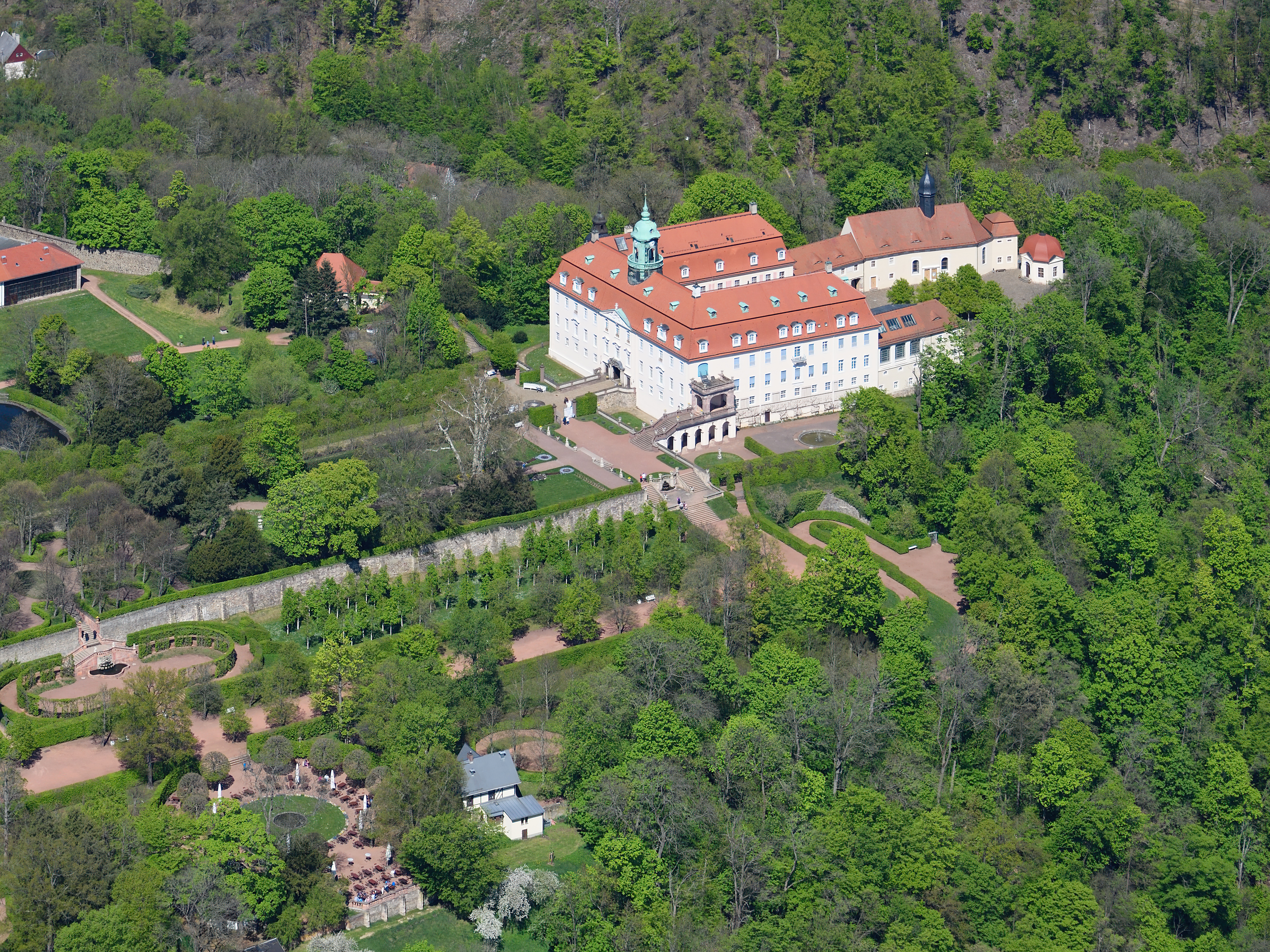
Luftbild des Schlosses Lichtenwalde

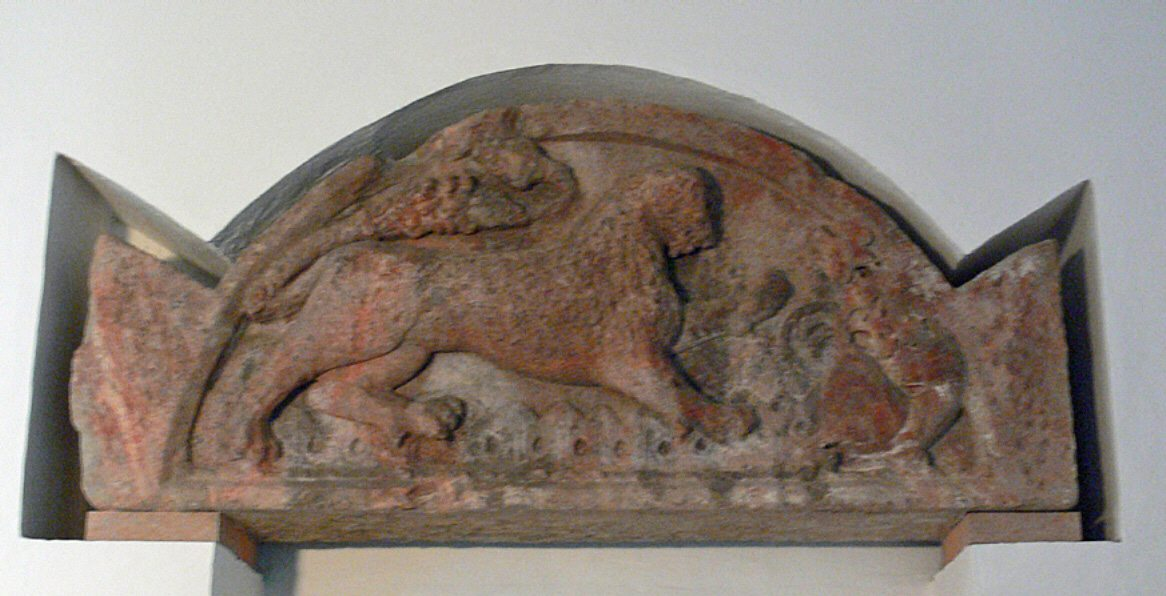
Tympanon aus der Entstehungszeit der ersten Schlosskapelle um 1230, jetzt im Schloßbergmuseum Chemnitz

Um 1230 entstand am linken Ufer der Zschopau, 60 m über dem Tal gelegen, eine Burganlage. Als Erbauer gelten die Markgrafen von Meißen, die das ganze Umland südlich und westlich des Flusses schon einige Jahre zuvor von Rochlitz aus kolonisierten. Die Burg diente zunächst als Bollwerk gegen die nördlich und östlich angrenzenden reichsunmittelbaren Herrschaften Mildenstein und Schellenberg und wurde von einem markgräflichen Kastellan verwaltet, in welcher Eigenschaft 1280 ein Ritter Heidenreich von Lichtenwalde fungierte.
Nachdem die Burg Ende des 13. Jahrhunderts für kurze Zeit vom Reich verwaltet wurde, fiel sie 1307 wieder an die Markgrafen zurück, die das Objekt mit allem Zubehör 1336 an die Burggrafen von Meißen verpfändeten und später auch an diese verlehnten. Die Burggrafen ihrerseits vergaben die Burg einige Jahre später an die Familie von Honsberg, die hier bis 1439 gebot, während die burggräfliche Lehnshoheit bereits mit dem Aussterben der Meinheringer 1426 wieder an die Markgrafen zurückfiel. 1439 tauschten Apel Vitzthum der Jüngere zu Roßla und Konrad von Stein ihre Besitzungen mit denen von Honsberg und wurden somit neue Inhaber von Burg und Herrschaft, verloren diese aber im Verlauf des sächsischen Bruderkrieges 1447 wieder.
Neue Besitzer waren ab 1447 bis 1561 die von Harras, ein aus Thüringen stammendes altes Adelsgeschlecht. Zunächst wurde Hermann von Harras 1447 mit Lichtenwalde belehnt. Bedeutendster Vertreter der Familie war Dietrich von Harras († 1499), der die Burg ab etwa 1474 nach dem Tod seiner Mutter Ilse zusammen mit drei Brüdern übernahm. Dieser Dietrich von Harras ist jener aus der Harrassage, dem Theodor Körner in seiner Ballade Harras der kühne Springer ein bleibendes Denkmal gesetzt hat.
Nach Dietrichs Tod ging die Herrschaft zunächst an seinen Sohn Georg II. von Harras und dann an Eustachius von Harras, der die alte Burg 1550 zu einem Wohnschloss umbauen ließ und 1561 ohne männliche Erben starb, worauf die Herrschaft Lichtenwalde an das Kurhaus Sachsen fiel und in ein landesherrliches Amt verwandelt wurde.
1694 erwarb die Familie von Bünau Lichtenwalde im Austausch gegen Pillnitz bei Dresden, das Kurfürst Johann Georg IV. seiner Mätresse Magdalena Sibylla von Neitschütz schenken wollte.
Nach Volkmar Geupel weisen die im Burgareal/Schloßareal gemachten Funde die Burg als Anlage des 12.–14. Jh. aus. Am 15. Juli 1970 wurde das Areal von Burg/Schloss als Bodendenkmal eingetragen.

### Schloss

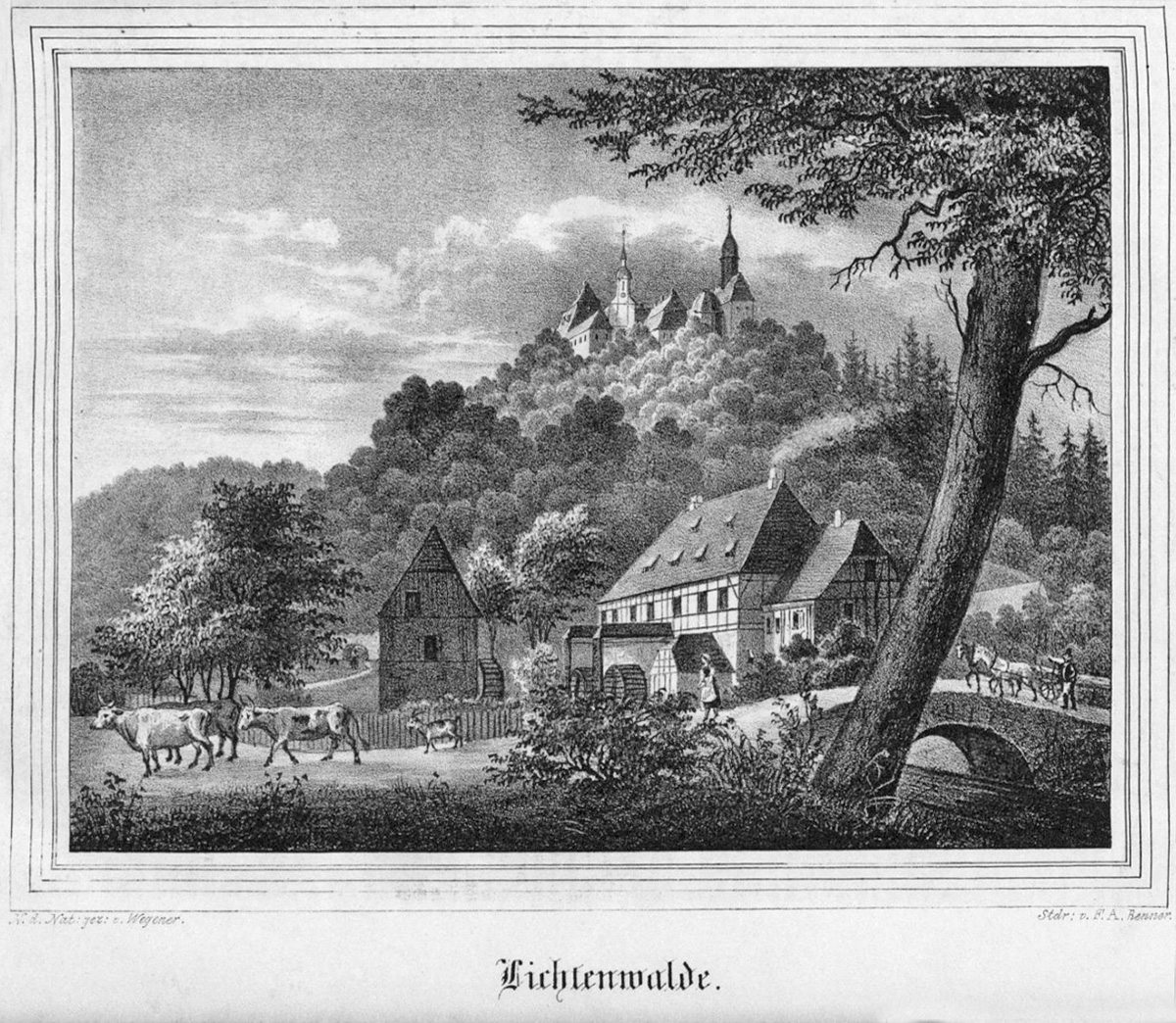
Schloss Lichtenwalde um 1840

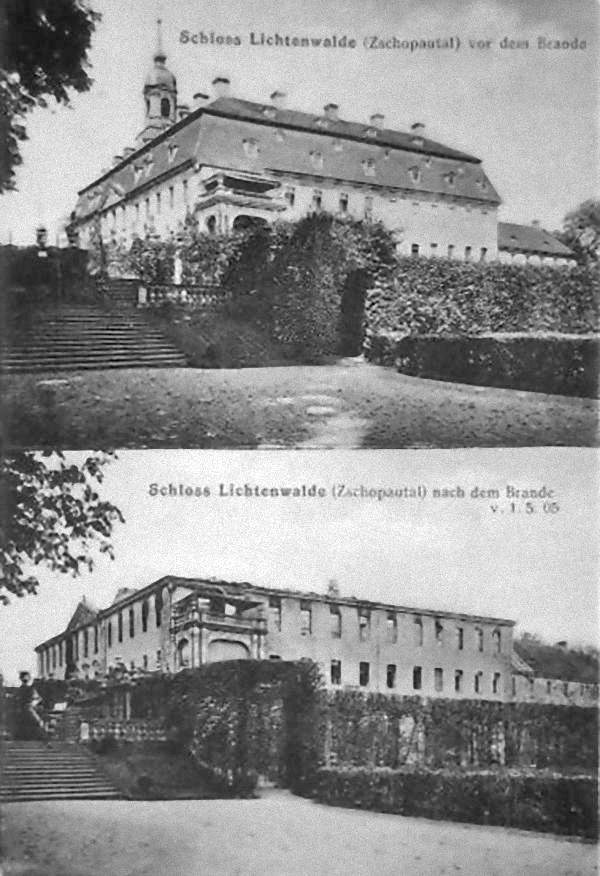
Schloss Lichtenwalde vor und nach dem Brand von 1905

1719 ersteigerte Jakob Heinrich Graf von Flemming den verschuldeten Besitz derer von Bünau und verkaufte ihn 1722 an Christoph Heinrich Graf von Watzdorf weiter. Dieser ließ die Reste der alten Burg wie auch des Harrasschen Schlosses abreißen und ein großes Barockschloss an deren Stelle errichten. Sein Sohn Friedrich Carl Graf von Watzdorf († 1764) ließ um die Anlage ab 1730 einen weitläufigen Park anlegen.
Als Watzdorf ohne Nachkommen starb, gelangte Lichtenwalde 1764 in den Besitz seiner Witwe, Henriette Sophia, geborene Gräfin Vitzthum von Eckstädt. Damit kam der Besitz nach über 300 Jahren erneut an die Vitzthume. Die Grafen Vitzthum von Eckstädt blieben bis zur Enteignung im Jahre 1945 Schlossherren auf Lichtenwalde.
Durch einen Großbrand, der in der Walpurgisnacht 1905 das Dach und Obergeschoss vernichtete, erlitt das Bauwerk schwere Schäden. Bis zum Jahre 1908 ließ es der Schlossherr Friedrich Graf Vitzthum von Eckstädt durch den Dresdner Hofbaumeister Gustav Frölich weitgehend originalgetreu, aber mit eklektizistischen Veränderungen versehen, wiederaufbauen.
Im Juli 1945 beschlagnahmte die Rote Armee das Schloss und wies die letzte Schlossherrin Sibylle Gräfin Vitzthum von Eckstädt († 1951), die mehrere Flüchtlingsfamilien aufgenommen hatte, aus dem Haus. Während die alte Dame bis zu ihrem Tode eine neue Bleibe bei Freunden im Dorf Lichtenwalde fand, wurde das Schloss ausgeplündert. Nach dem Abzug der Militärs im Jahre 1946 war das Mobiliar und die Porzellan- und Gemäldesammlung der Familie Vitzthum nicht mehr vorhanden.
Seit langem streiten sich Erben aus der Familie Vitzthum mit großen deutschen Museen um die Rückgabe von Gemälden aus Familienbesitz, die im Schloss hingen und nach dem Krieg in deren Depots verschwanden.
Das nun verstaatlichte Schloss wurde ab 1948 zunächst als Kurheim, dann als Tbc-Heilstätte genutzt. 1972 wurde im Haus eine Bildungseinrichtung des staatlichen Gesundheitswesens der DDR eingerichtet. 1990 ging das Schloss in den Besitz des wiedererrichteten Freistaates Sachsen über, der die Liegenschaft bis 1995 als Bildungszentrum des Sächsischen Staatsministeriums für Soziales nutzte. Mit dem Umzug der Schule in das neu errichtete Bildungszentrum in Niederbobritzsch stand das Schloss zunächst leer. Ein durch den Freistaat Sachsen geplanter Verkauf ließ sich nicht realisieren, so dass eine Gruppe engagierter Bürger mittels einer Postkartenaktion vehement für den Erhalt des Schlosses eintrat. Finanzminister Georg Milbradt entschied 1999, dass die Schlossanlage in Staatsbesitz bleibt.
Seit 1999 hat die Augustusburg/ Scharfenstein/ Lichtenwalde gGmbH das Schloss zum Betreiben übernommen, das eine neue – museale – Nutzung erhielt. Das im Eigentum des Freistaates Sachsen befindliche Schloss wurde in den letzten Jahren aufwändig saniert. Am 28. März 2010 wurde nach umfangreichen Umbauarbeiten ein komplett neuer Museumskomplex eröffnet. Bisherige Ausstellungen, wie das Uhrenmuseum, sind nach Chemnitz umgezogen. Die heutige Ausstattung an Gemälden und Möbeln entstammt zum größeren Teil einer Schenkung des Chemnitzer Kunsthändlers Georg Brühl (1931–2009).

### Grundherrschaft
Die bis 1855 existierende Gerichtsherrschaft umfasste neben dem Ort Lichtenwalde auch die Ortschaften Ebersdorf (heute zu Chemnitz), Nieder- und Oberlichtenau (heute Lichtenau), Nieder- und Oberwiesa (heute Niederwiesa), Ortelsdorf (heute zu Frankenberg), Merzdorf, Ottendorf, Garnsdorf (bis 1823 halbanteilig, dann ganz), Auerswalde (bis 1832 halbanteilig, dann ganz), Braunsdorf und Gückelsberg (heute zu Flöha).

## Schlossanlage

### Schloss
Das dreiflügelige Schlossgebäude, das auf seinem Hauptflügel von einem großen turmartigen Dachreiter gekrönt wird, beherbergt in seinem Südflügel mit der Bibliothek, dem Roten Salon, Chinesischen Salon, Speisesalon und dem Wintergarten die ehemaligen Repräsentationszimmer der Grafenfamilie, in denen die ursprüngliche Festausstattung noch teilweise erhalten geblieben ist.
Der Chinesische Salon diente früher der Ausstellung der Vitzthumschen Porzellansammlung und gilt heute als der schönste Raum des Hauses. Da von der Porzellansammlung der Vitzthums nichts mehr auffindbar gewesen ist, wurden die vielfach vorhandenen Konsolen mit Porzellanen aus der Sammlung Georg Brühl neu bestückt. Mit der umfangreichen Restaurierung des Raumes wurde im Herbst 2006 begonnen.
Nach Osten schließt sich der Schlosshof an, dessen Sanierung im Jahr 2004 abgeschlossen wurde.

### Schlosskapelle mit Donati-Orgel
Die sich daran anschließende Schlosskapelle, die in wesentlichen Teilen noch aus dem 15. Jahrhundert stammt, wurde einer umfassenden Restaurierung unterzogen und 2008 neu geweiht. Ebenfalls grundhaft restauriert ist die Donati-Orgel von 1741, welche zeitweise in die Kirche Ebersdorf/ Chemnitz gebracht worden war und 2009 wieder an ihren angestammten Platz im Schloss zurückkehrte.
Das Instrument hat 13 Register auf zwei Manualen und Pedal. Restauriert wurde sie 2009, die klangliche Rekonstruktion erfolgte 2011–2012 vom Unternehmen Vogtländischer Orgelbau Thomas Wolf.
Disposition
- I. Manual Hauptwerk  (C, D–c³): 1. Principal   4' Prospekt, Zinn 75 %, 2. Gedackt   8' Holz gedeckt, 3. Quinta   3' Zinn 35 %, 4. Octava   2' Zinn 35 %, 5. Sesquialtera 2fach Zinn 35 %;  C 1 1/3' - 4/5' c¹ 2 2/3' - 1 3/5', 6. Mixtur 3fach   1' Zinn 35 %
- II. Manual Hinterwerk  (C, D–c³): 7. Siffloete   1' Zinn 35 %, 8. Gedacktflöte   4' Holz gedeckt, 9. Flauto traverso   4' Holz offen, 10. Viola da Gamba   8' C – H mit 5. zus.; ab c° Zinn 35 %, 11. Quintadena   8' C, D – H Holz ged.; c° Zinn 35 %
- Pedal (C, D–c¹): 12. Subbaß 16' Holz gedeckt, 13. Principalbaß   8' Holz offen
- Koppeln: Manualkoppel  II/ I  Schiebekoppel, Pedalkoppel I, Tremulant aufs ganze Werk, Zimbelsterne
- Temperierung nach Neidhardt II (1724)
- Stimmtonhöhe: 466,20 Hz bei 15 °C

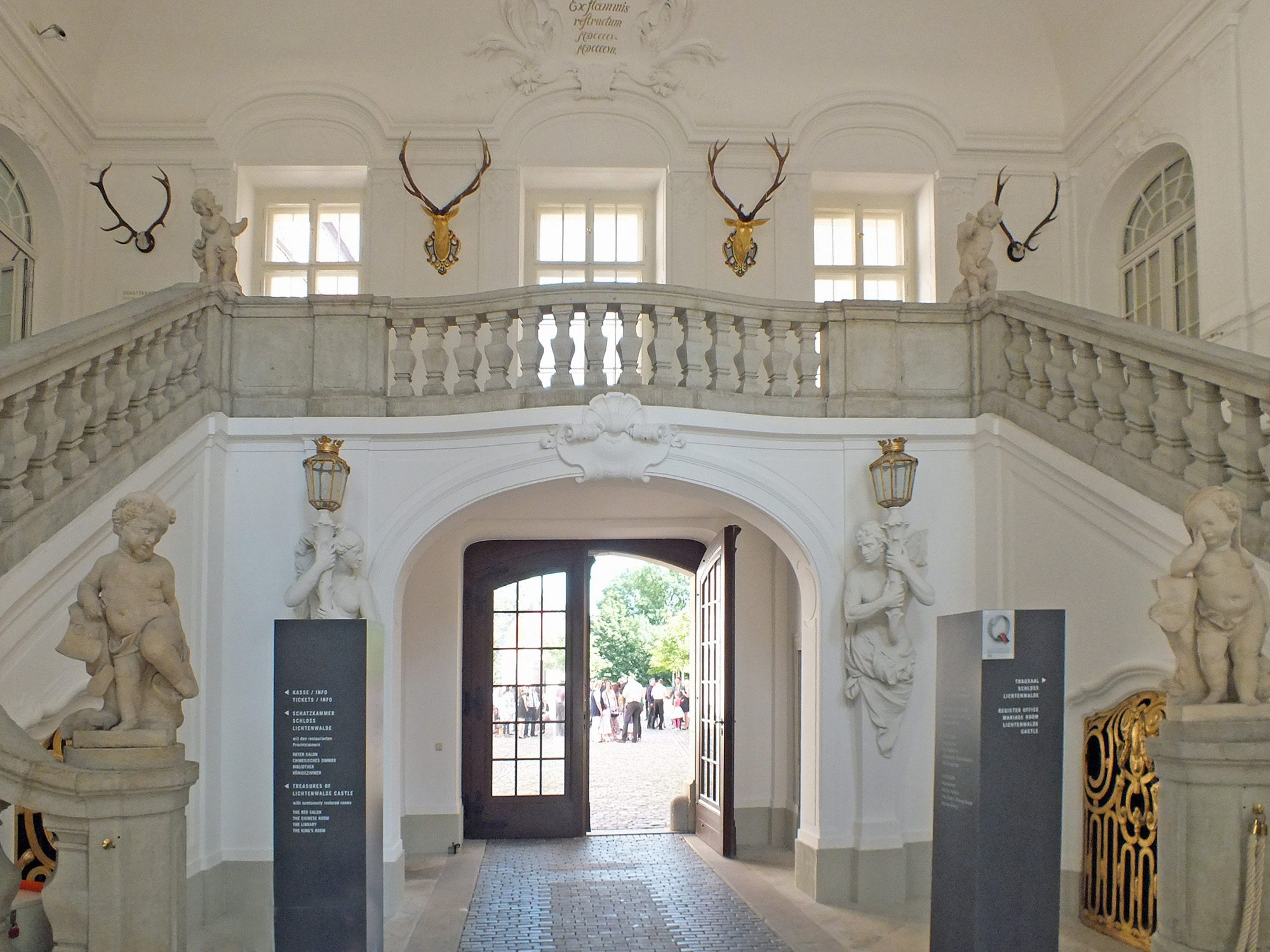
Treppenhaus
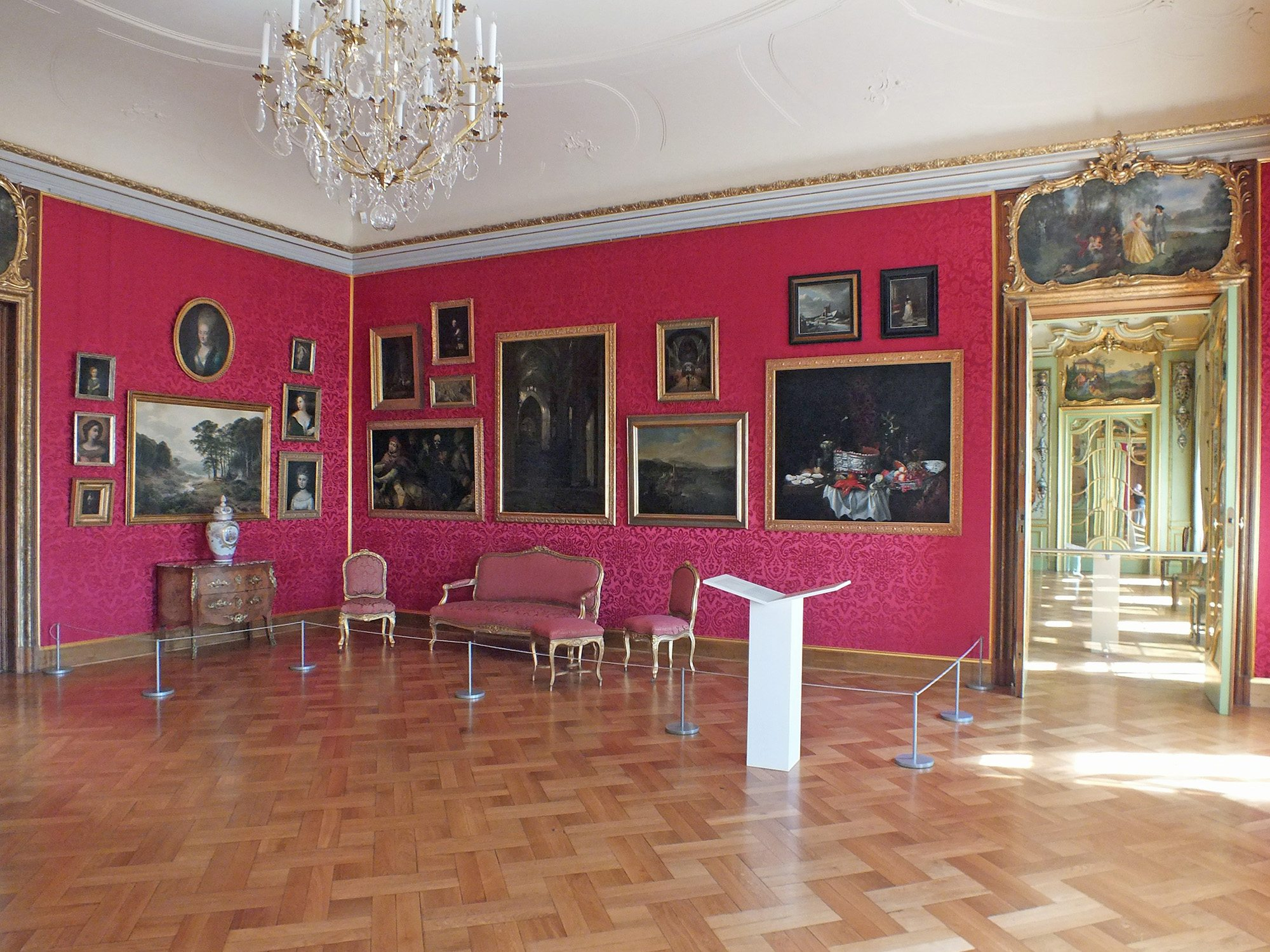
Der Rote Salon
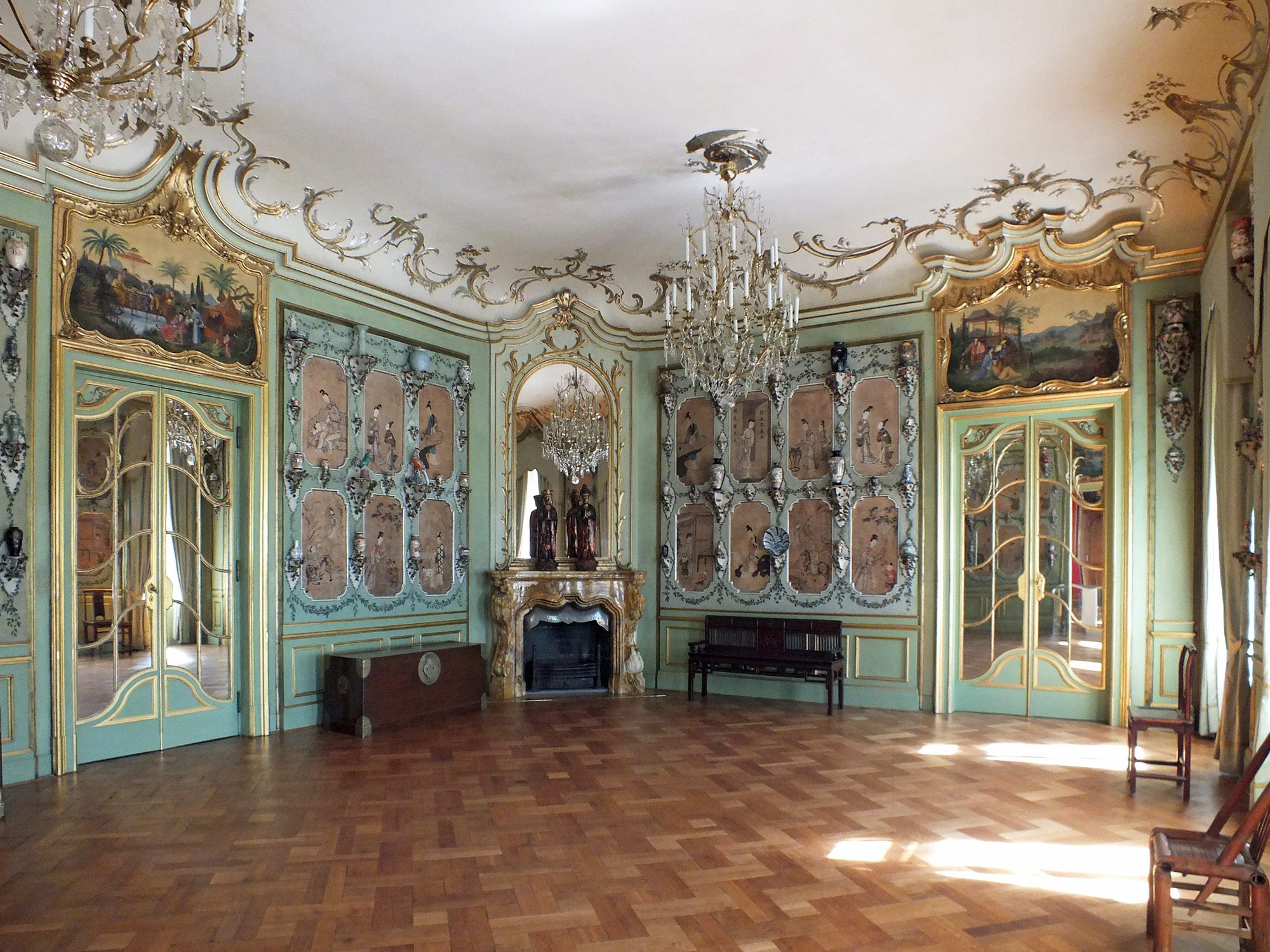
Das Chinesische Zimmer
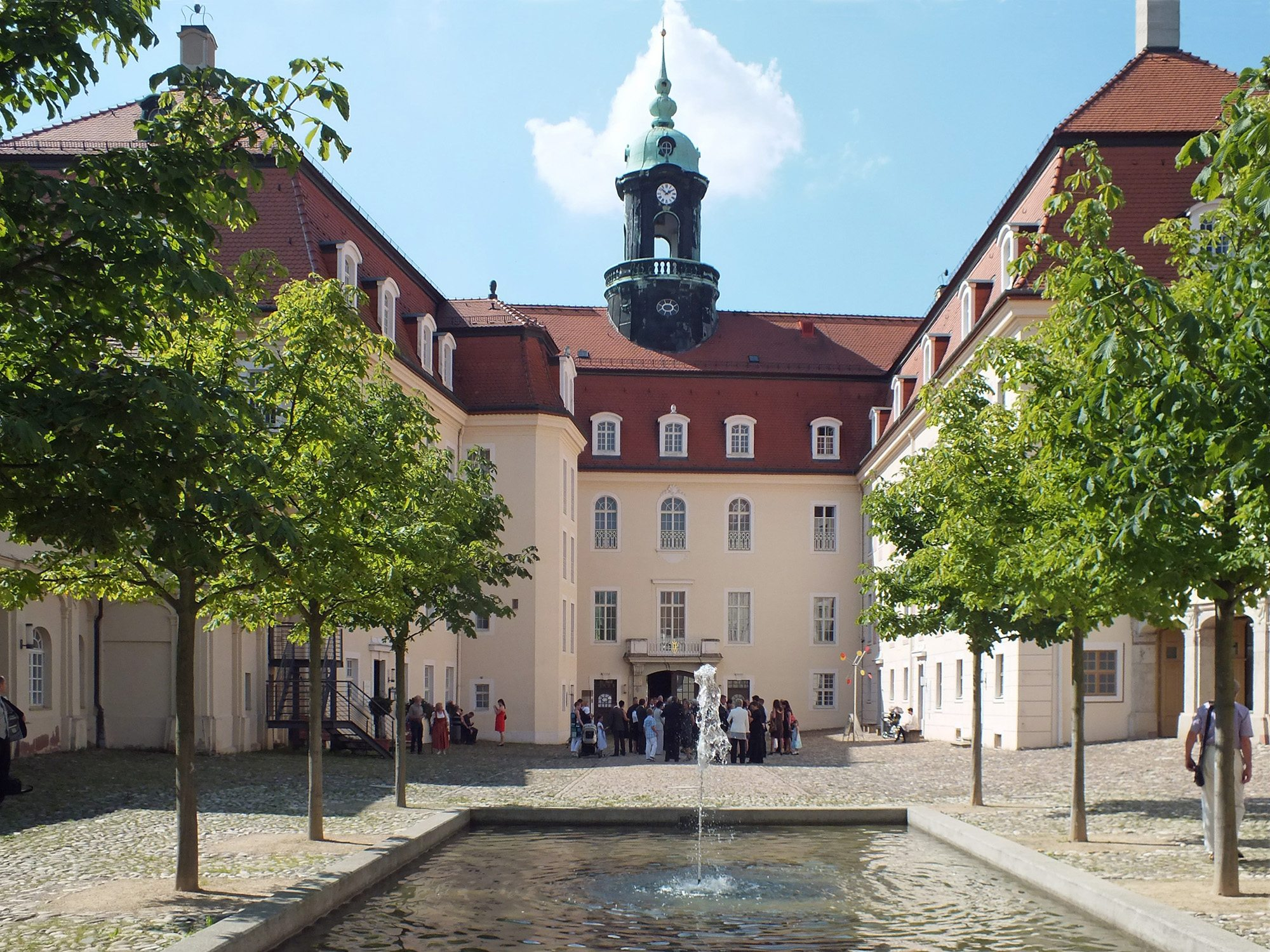
Im Schlosshof
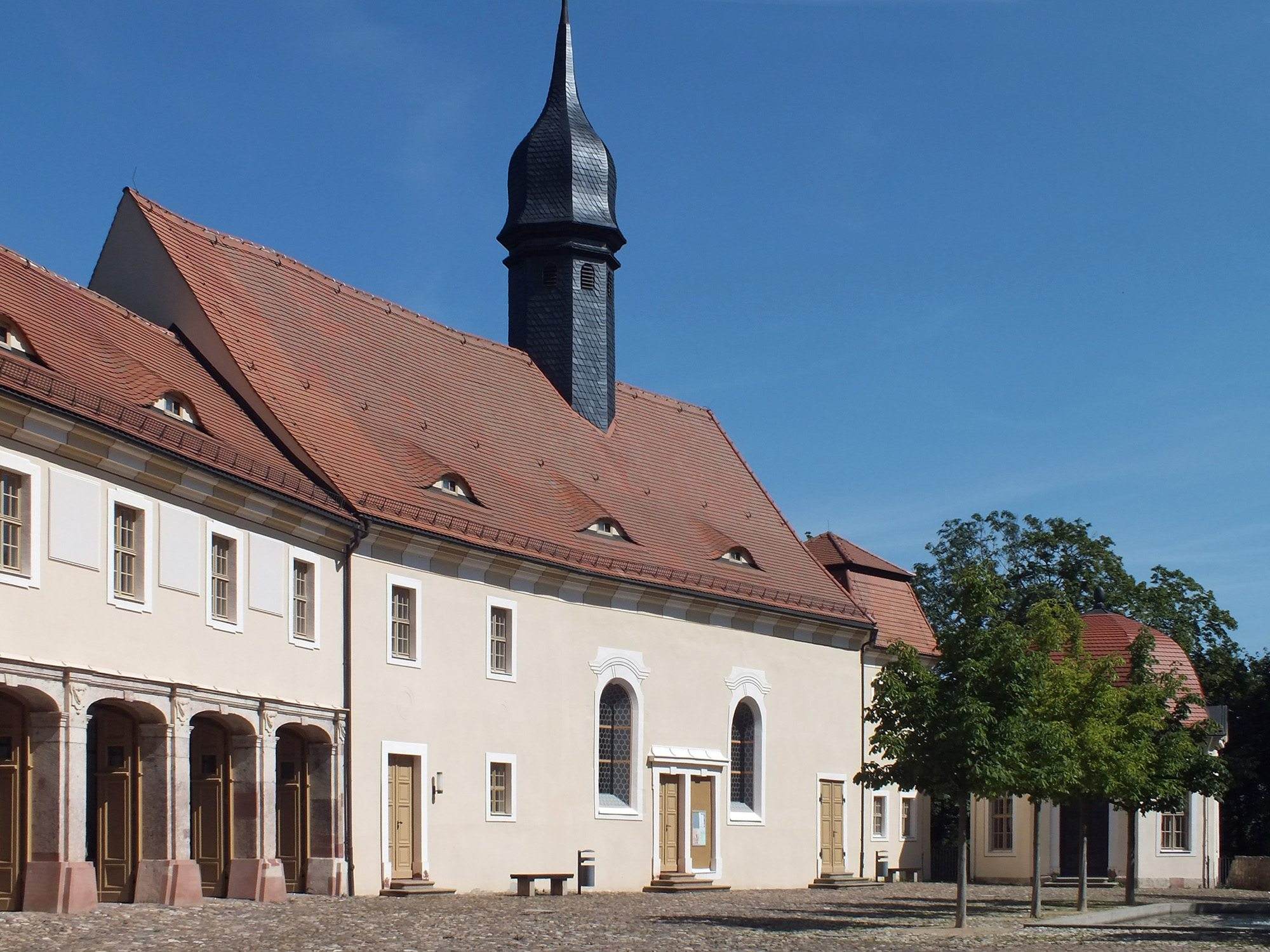
Schlosskapelle
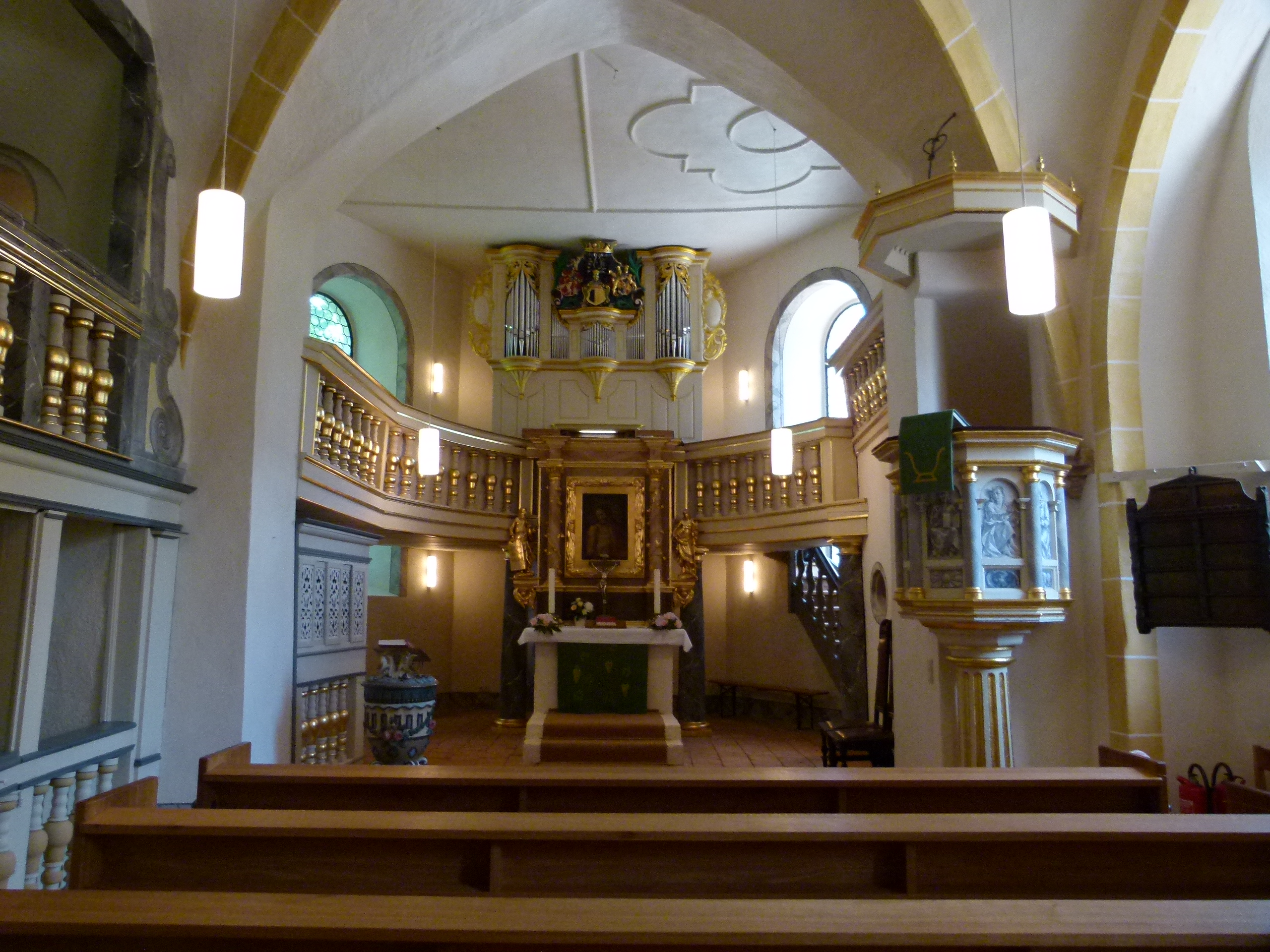
Schlosskapelle: Taufstein, Altar und Orgel, Kanzel

### Museumsbereiche
Das Museum Schloss Lichtenwalde beherbergt Ausstellungsbereiche zur Geschichte des Hauses, zur Scherenschnittkunst sowie zur Kunst und Kultur Westafrikas, Ostasiens und der Himalaya-Region. Die mit Gemälden, historischen Möbeln und asiatischen Porzellanen ausgestatteten Repräsentationsräume lassen ein Stück Vergangenheit des geschichtsträchtigen Hauses wach werden. Im Nordflügel des Schlosses existierte von 2010 bis 2022 eine Galerie für Design, die von der Fakultät Angewandte Kunst Schneeberg der Westsächsische Hochschule Zwickau unterhalten wurde.

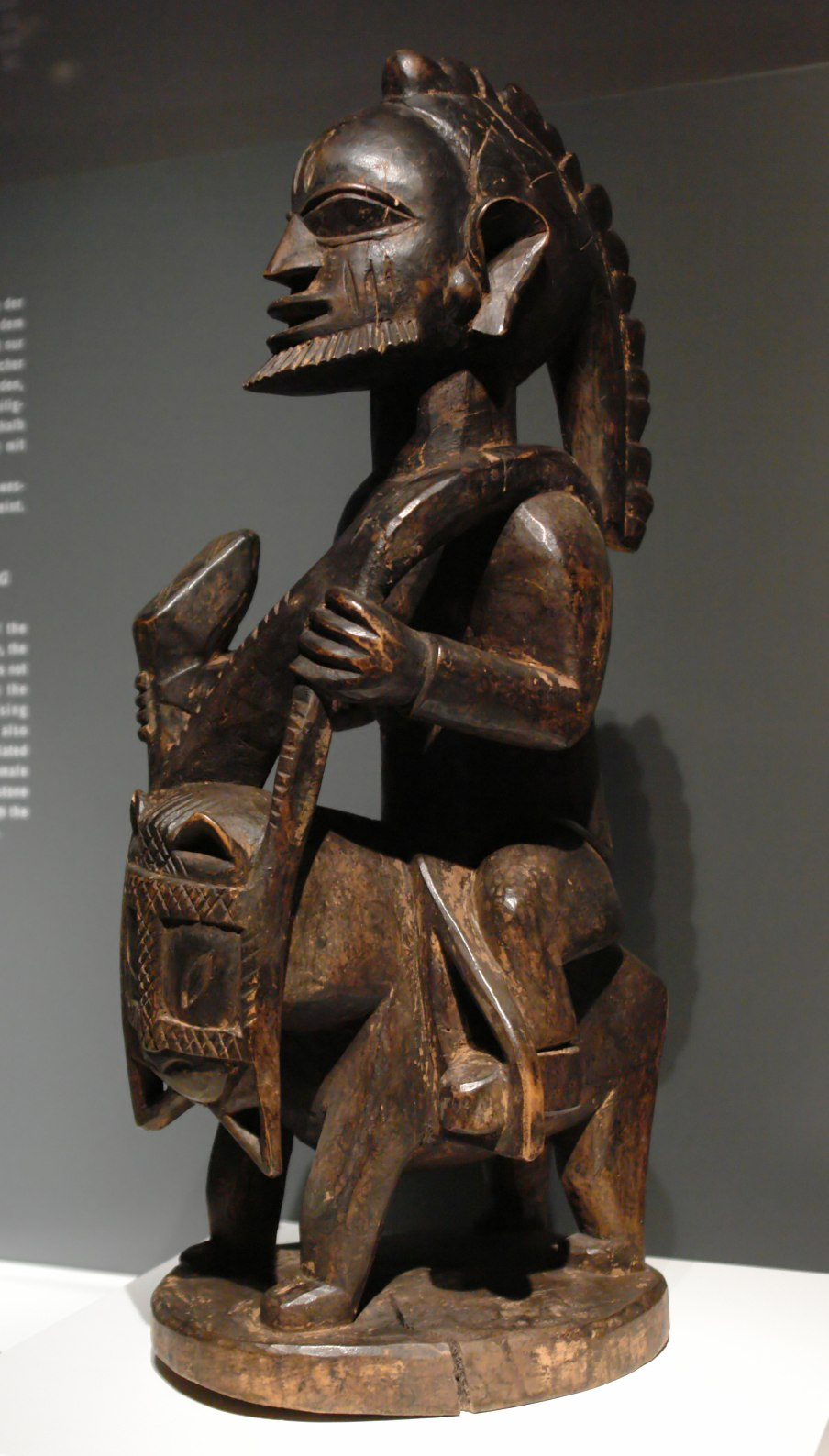
Afrika
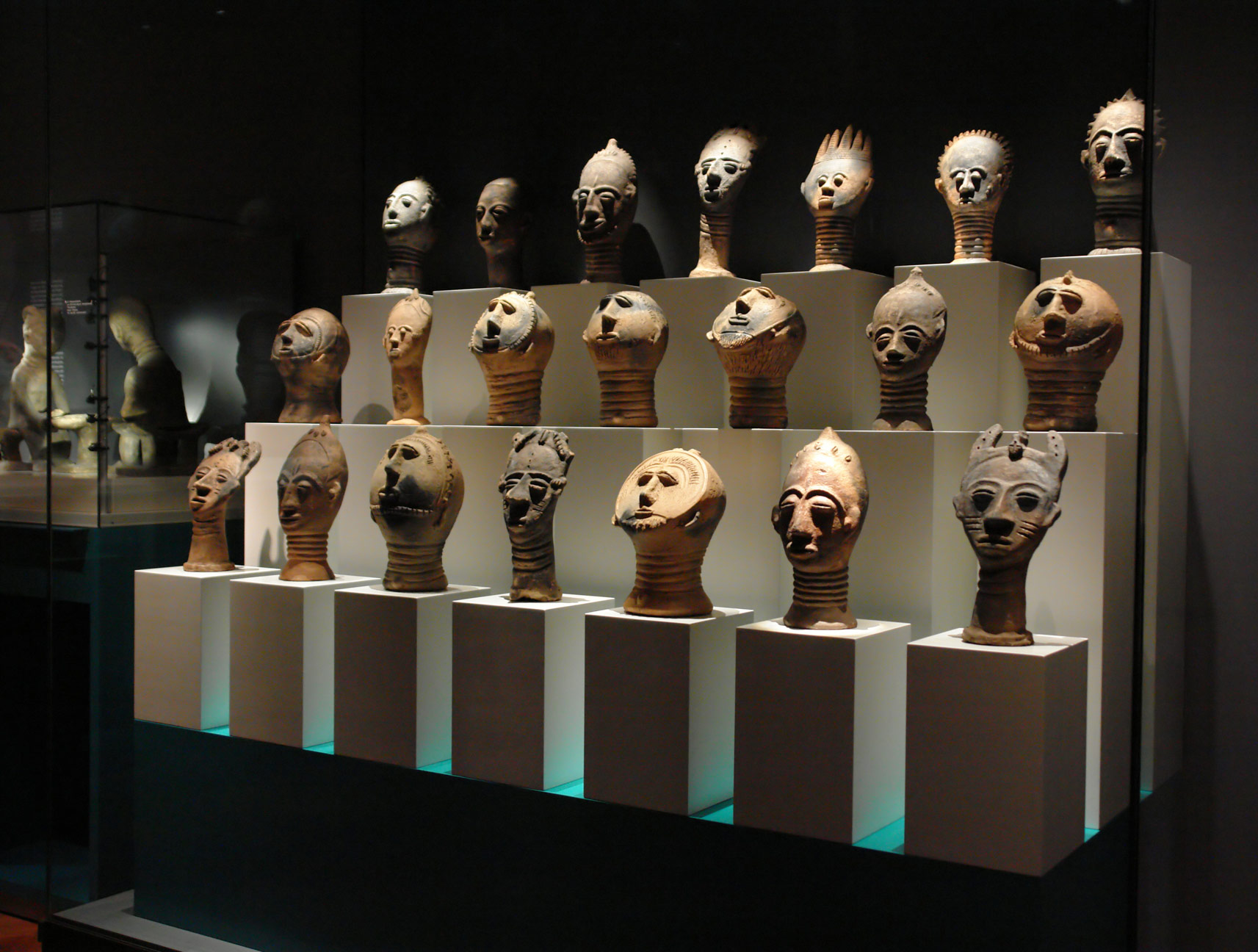
Ahnenkult
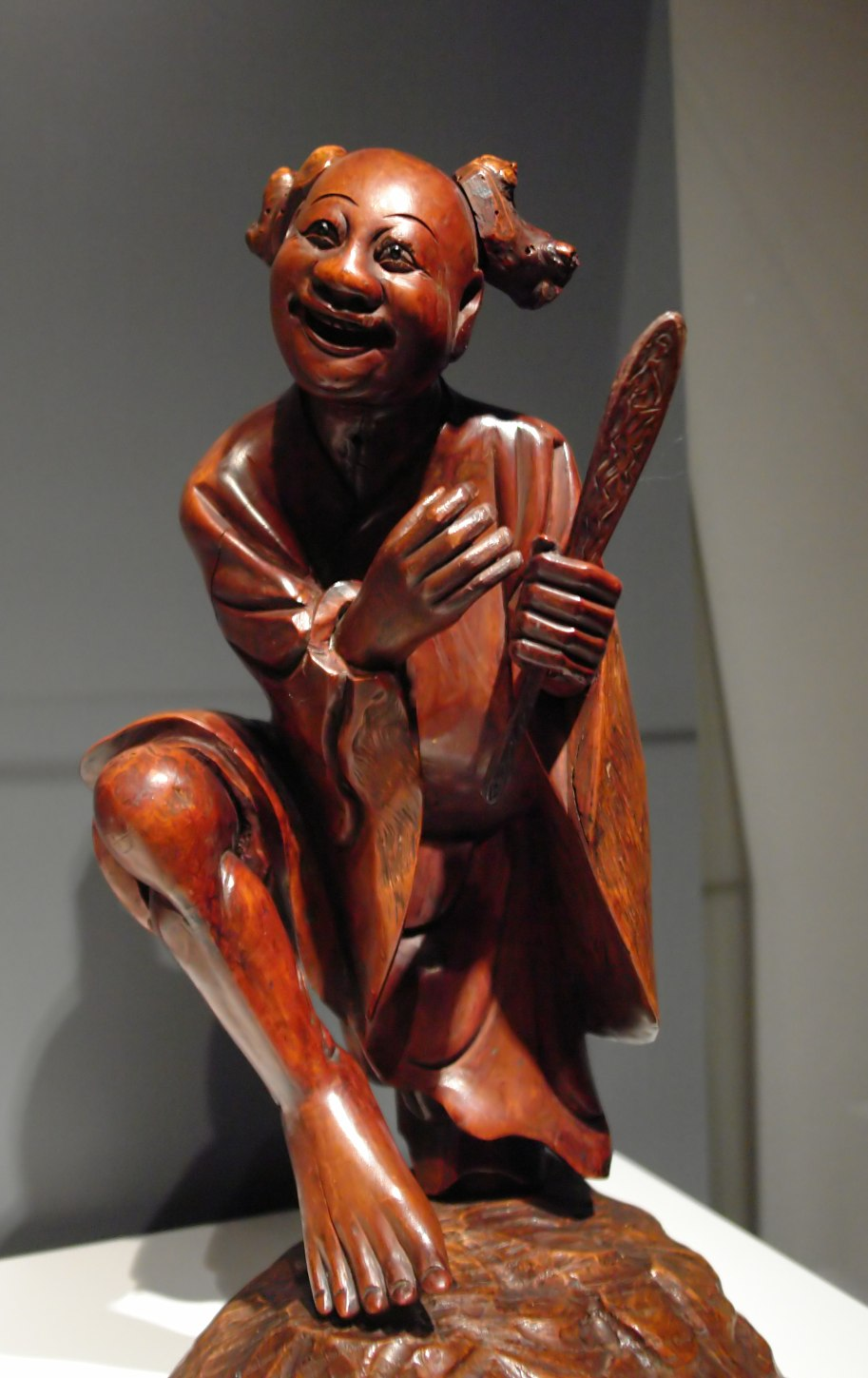
Asia
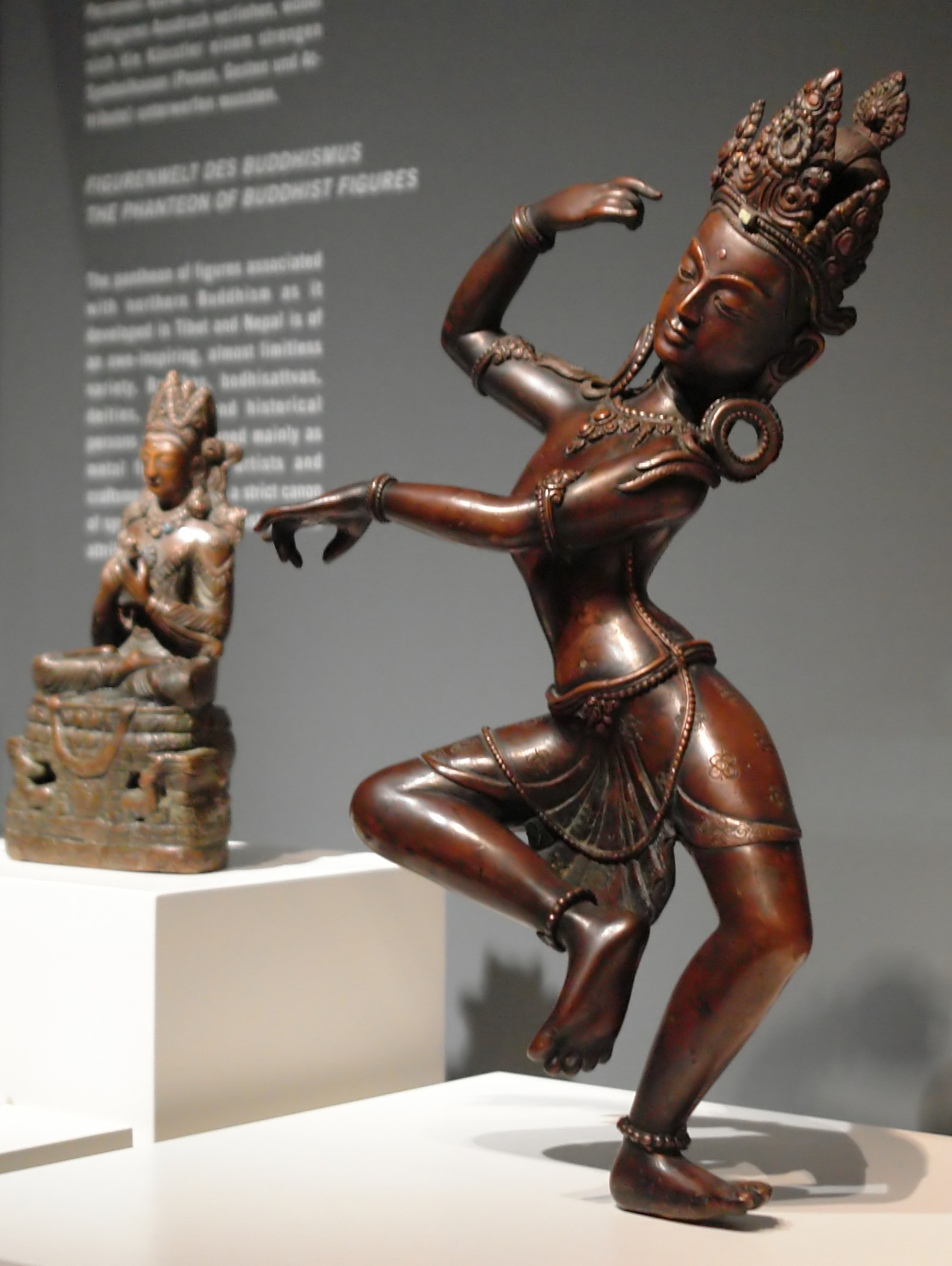
Himalaya

### Schlosspark

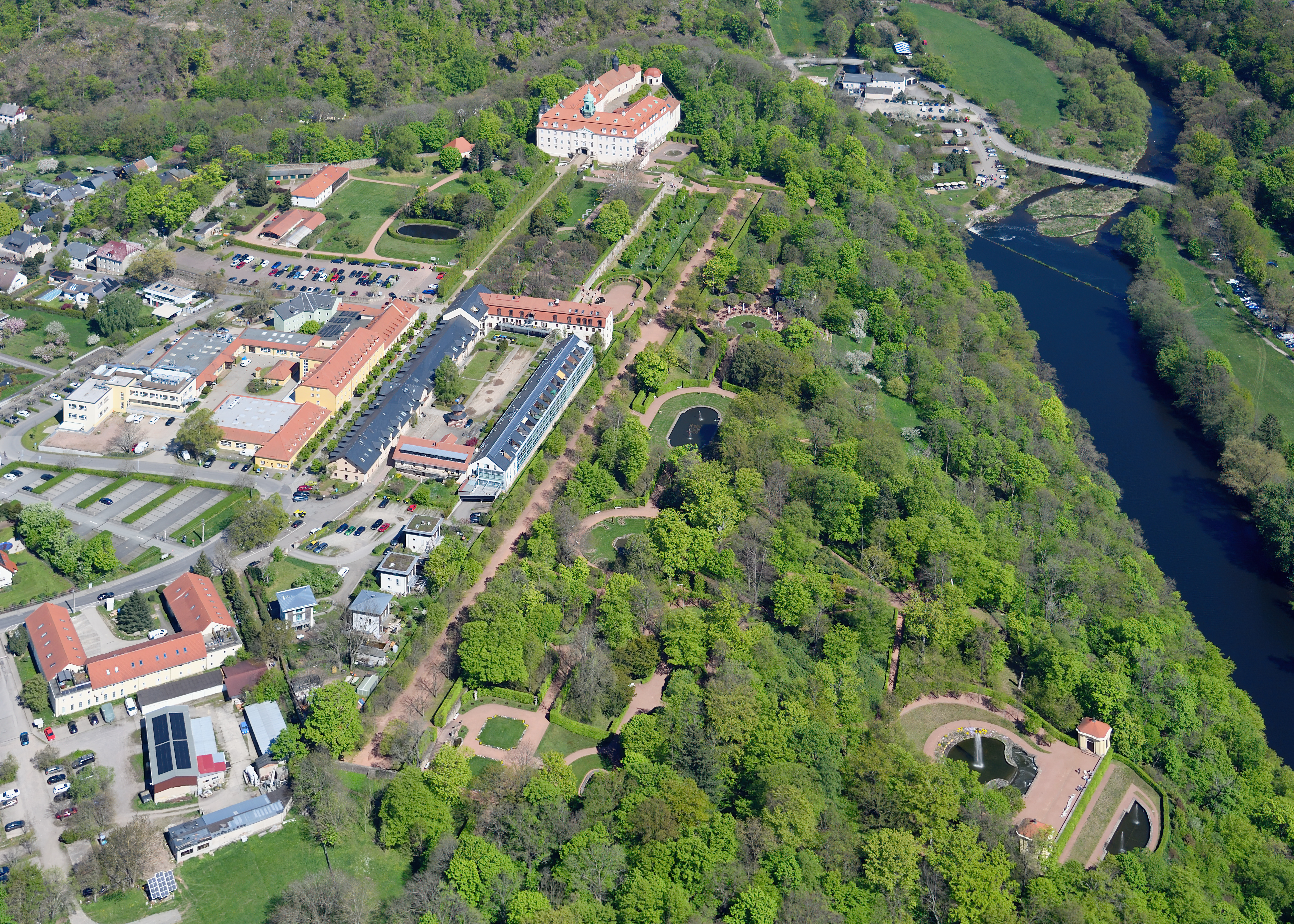
Der Schlossgarten von Südwesten aus der Luft gesehen

Der Schlossgarten geht in seinen Ursprüngen auf eine Gestaltung als barocke Anlage zurück. Er wurde zwischen 1730 und 1737 im Auftrag des Grundherrn Friedrich Carl von Watzdorf zusammen mit dem Bau des Schlosses begonnen.
Da das Barock-Schloss (auf den Grundmauern einer Burg) frei auf einem Bergsporn errichtet wurde, war eine klassische Ausrichtung des Gartens auf eine – der Auffahrt entgegenliegende – Gartenseite des Schlosses nicht möglich. Vielmehr wurde der Lustgarten südlich der Schloss-Auffahrt ohne wesentlichen axialen Bezug zum Schloss angelegt. Nördlich der Schloss-Allee entstanden auf beeindruckenden Subduktionen die Küchengärten, eine barocke Orangerie und das große ovale Reservoir für die Wasserkünste, für welche der Garten seit jeher berühmt ist. Zur Versorgung des Gartens mit ausreichend Wasser war – von der Braunsdorfer Mühle ausgehend – eine aufwändige Hebeanlage errichtet worden.
Bis zum Ende des 18. Jhds. wurde der Garten – jetzt v. a. von den feinsinnigen Grafen Vitzthum von Eckstädt – im Stil des Rokoko weiter ausgebaut. Intime Heckengärten mit unterschiedlichen Fontänen-Becken, verschachtelte Wege-Systeme, Terrassen und Treppenanlagen sowie zahlreiche Skulpturen bilden – bis heute – einen kleinteiligen in sich geschlossenen Garten, der durch imposante Ausblicke in die weite liebliche Landschaft des tief eingeschnittenen Zschopautales spektakulär gesteigert wurde.
Auch später wurden von den kunstsinnigen Besitzern immer wieder Ergänzungen im Garten vorgenommen. Die Zahl von Bildwerken und Skulpturen wurde kontinuierlich gesteigert, Veränderungen in der Bepflanzung wurden vorgenommen. Insbesondere die Zahl der Fontänen und „Springstahlen“ wurde weiter gemehrt. Auch die Anlage einer kleinen „Englischen Partie“ mit Bachlauf und romantischer Brücke vom Ende des 19. Jhds. ist bis heute auf uns überkommen.
Spätestens um die Wende zum 20. Jahrhundert wurde der Schlossgarten für die Öffentlichkeit zugänglich gemacht. Ein zentrales Fontänen-Rondell wurde zum Konzertplatz umfunktioniert und ein „Schweizerhäuschen“ als Parkschänke entstand, da der Lichtenwalder Garten zum Naherholungsziel der Chemnitzer Stadtbevölkerung avancierte. Eine Freilichtbühne mit Konzertmuschel bildete wohl den Schlusspunkt der Gartengestaltung unter den gräflichen Schlossbesitzern.
Ab dem Ende des 18. Jhds. wurden die den Garten umgebenden bewaldeten Steilhänge des Flusses Zschopau mit Spazierwegen erschlossen, durch Staffagen (Denkmäler, Hütten, Brücken etc.) bereichert und zu einem sentimentalen Landschaftspark entwickelt. Diese gestaltete Landschaft ist heute noch durch die alten Wege und Pfade rudimentär erlebbar. Einzelne Denkmäler oder deren Standorte sind innerhalb des Landschaftsschutzgebietes gekennzeichnet.
Der 10 Hektar große zentrale Schloss-Garten verwilderte in Folge des Zweiten Weltkrieges und insbesondere nach der 1945 erfolgten Enteignung der letzten Schlossbesitzerin. Im Jahre 1954 begannen Arbeiten zu seiner Wiederherstellung. Allerdings war die Kommune mit der Erhaltung überfordert. Insbesondere der Verfall der Skulpturen aus Hillbersdorfer Porphyr oder Beton konnte nicht aufgehalten werden. Der Delphin-Brunnen (Rokoko) wurde in den 1970er Jahren durch einen Baum der alten Hauptallee zerschlagen. Eine Kopie des Bildwerkes – geschaffen in der Dresdener Zwingerbauhütte – lag in den 1980er Jahren vor Ort, konnte aber nicht eingebaut werden, weil grundsätzliche Arbeiten an den historischen Treppen und Stützmauern zu DDR-Zeiten nicht umgesetzt werden konnten.
Schloss und Park Lichtenwalde wurden nach 1990 vom Freistaat Sachsen übernommen. In den Jahren 1990 bis 1997 wurde der Park in seiner ursprünglichen Form saniert. Die letzten Arbeiten wurden 2004 abgeschlossen.
Zu der Landschaftsarchitektur des Parks gehören Wasserspiele, von denen die „Sieben Künste“ das bekannteste ist. Während diese größte Brunnenanlage des Parks ebenfalls eine Gestaltung aus der Zeit des Rokoko darstellt, sind zahlreiche der kleineren Wasserspielen und Fontänen vermutlich später entstanden. Heute sind die 335 Springstrahlen wohl die größte Attraktion des Gartens.
Der Park ist täglich während der Öffnungszeiten gegen Eintrittsgeld begehbar.

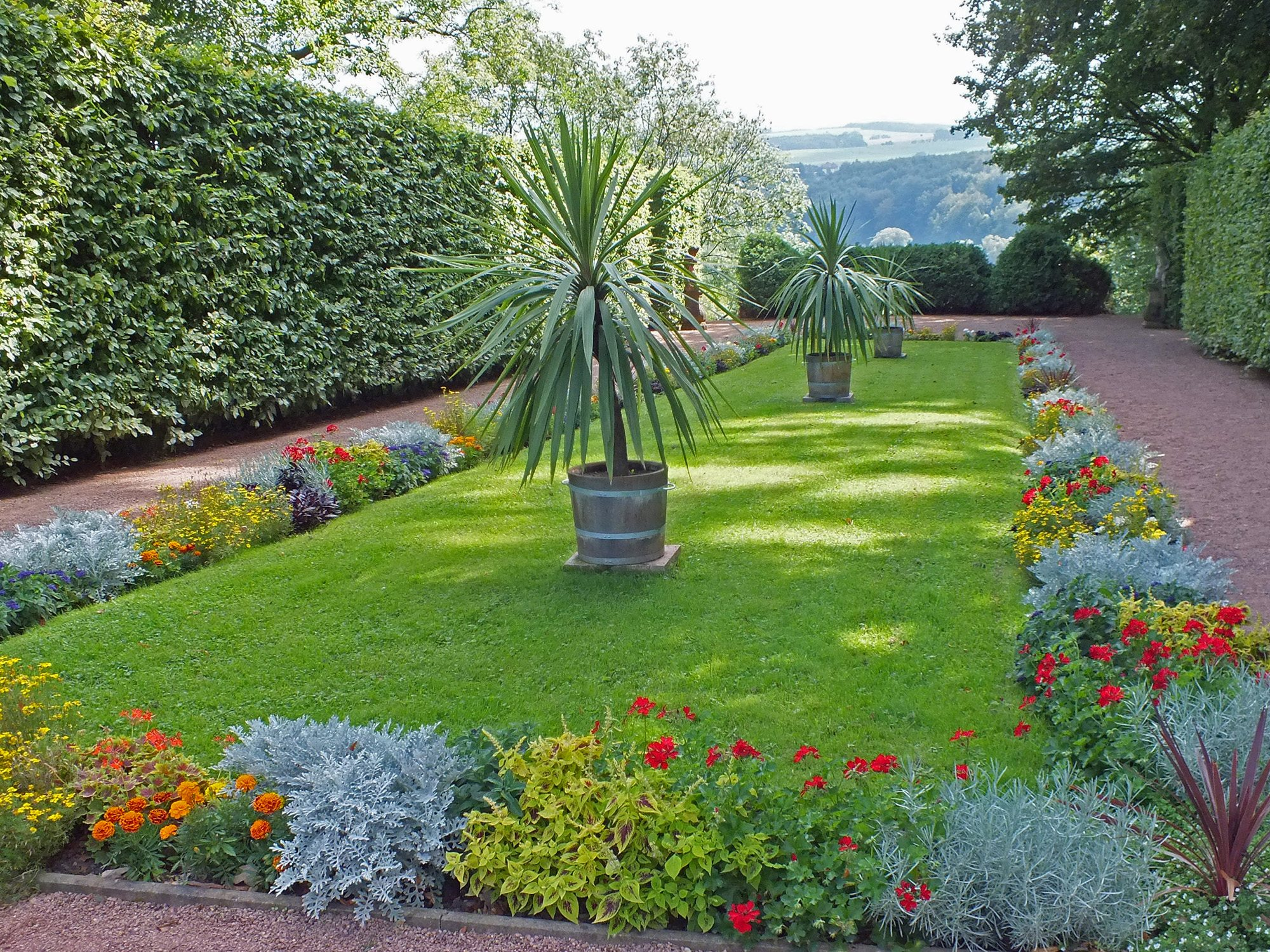
Parkpartie Das Handtuch
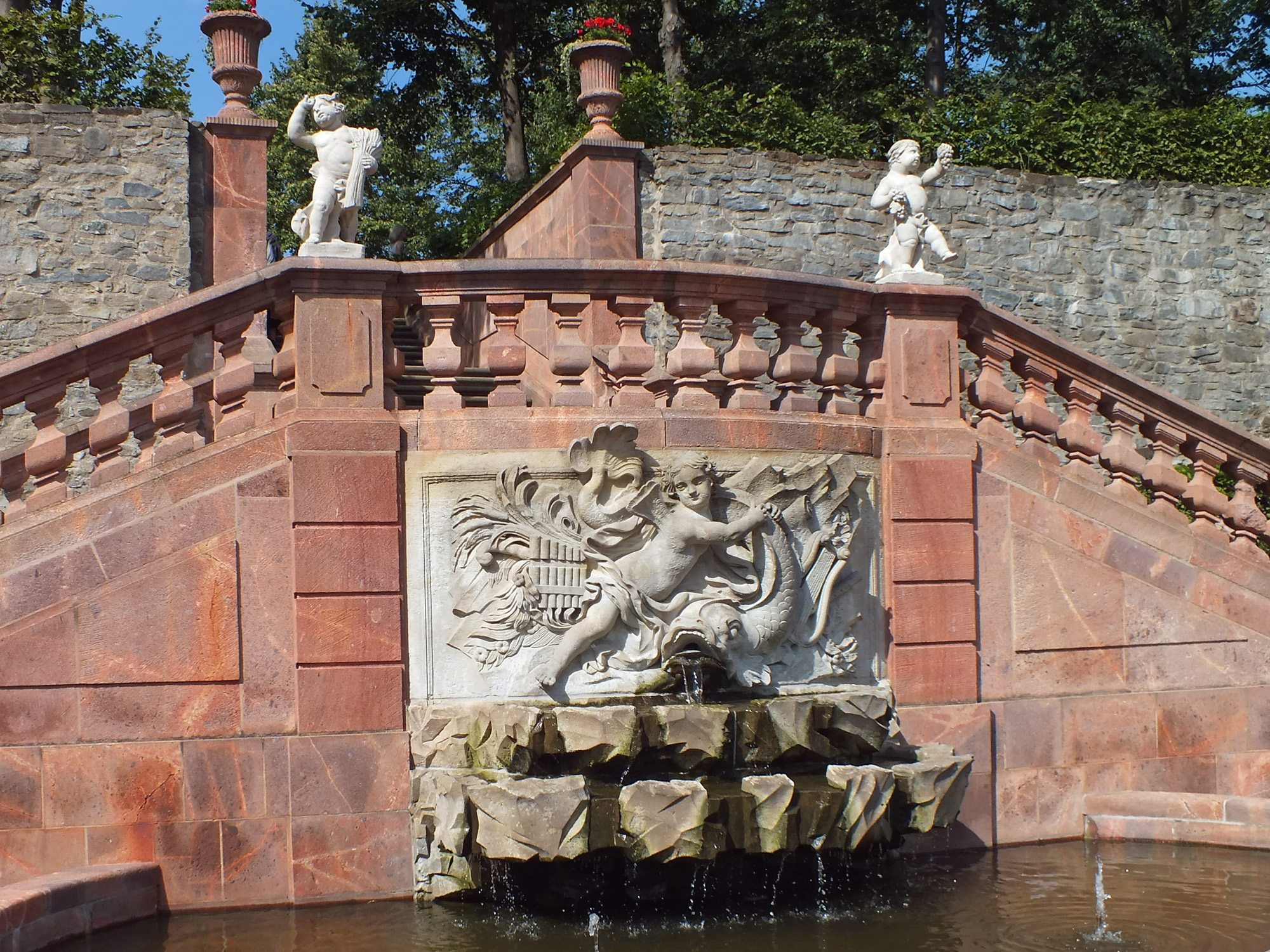
Der Delphin-Brunnen
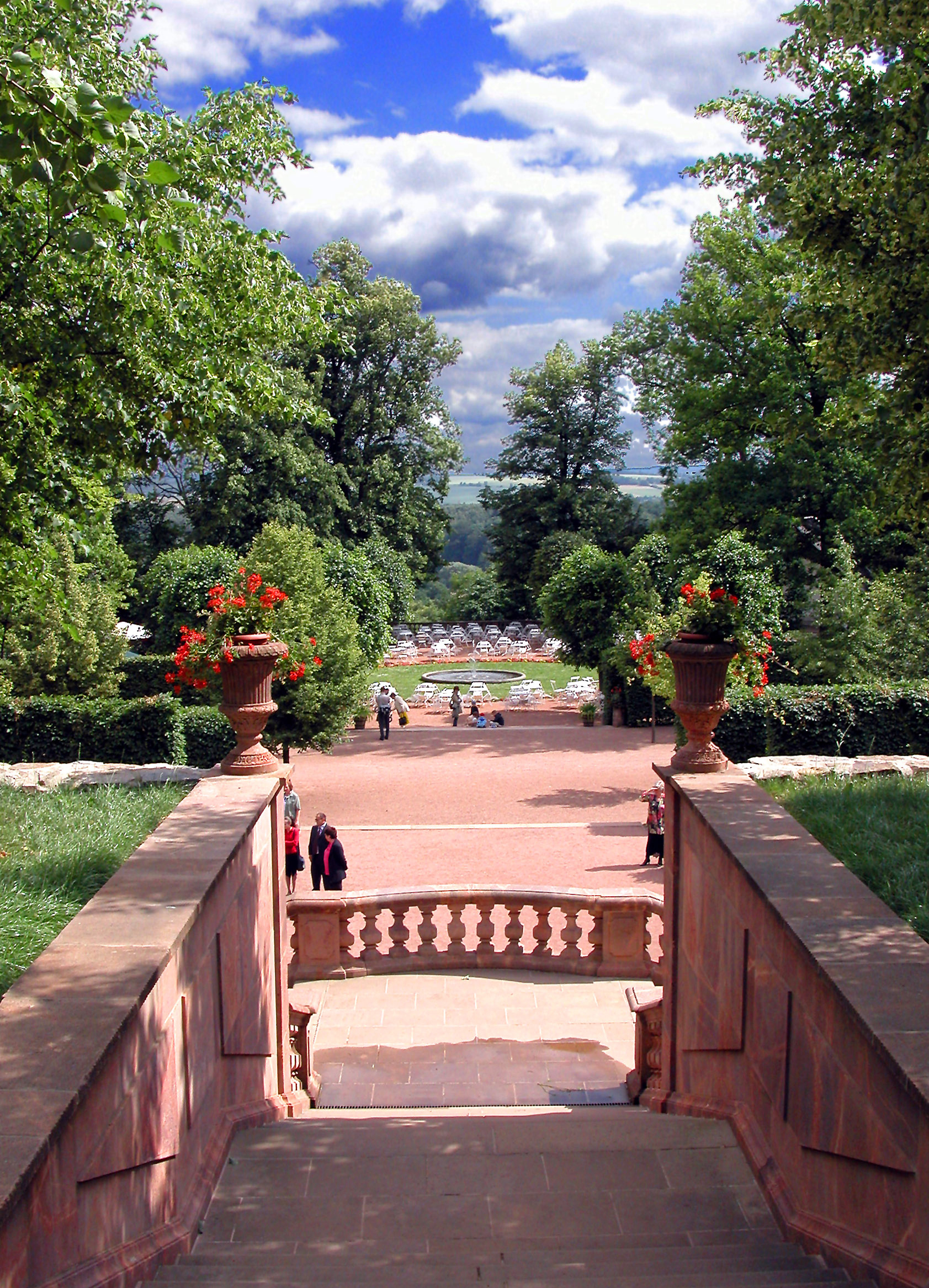
Blickachse
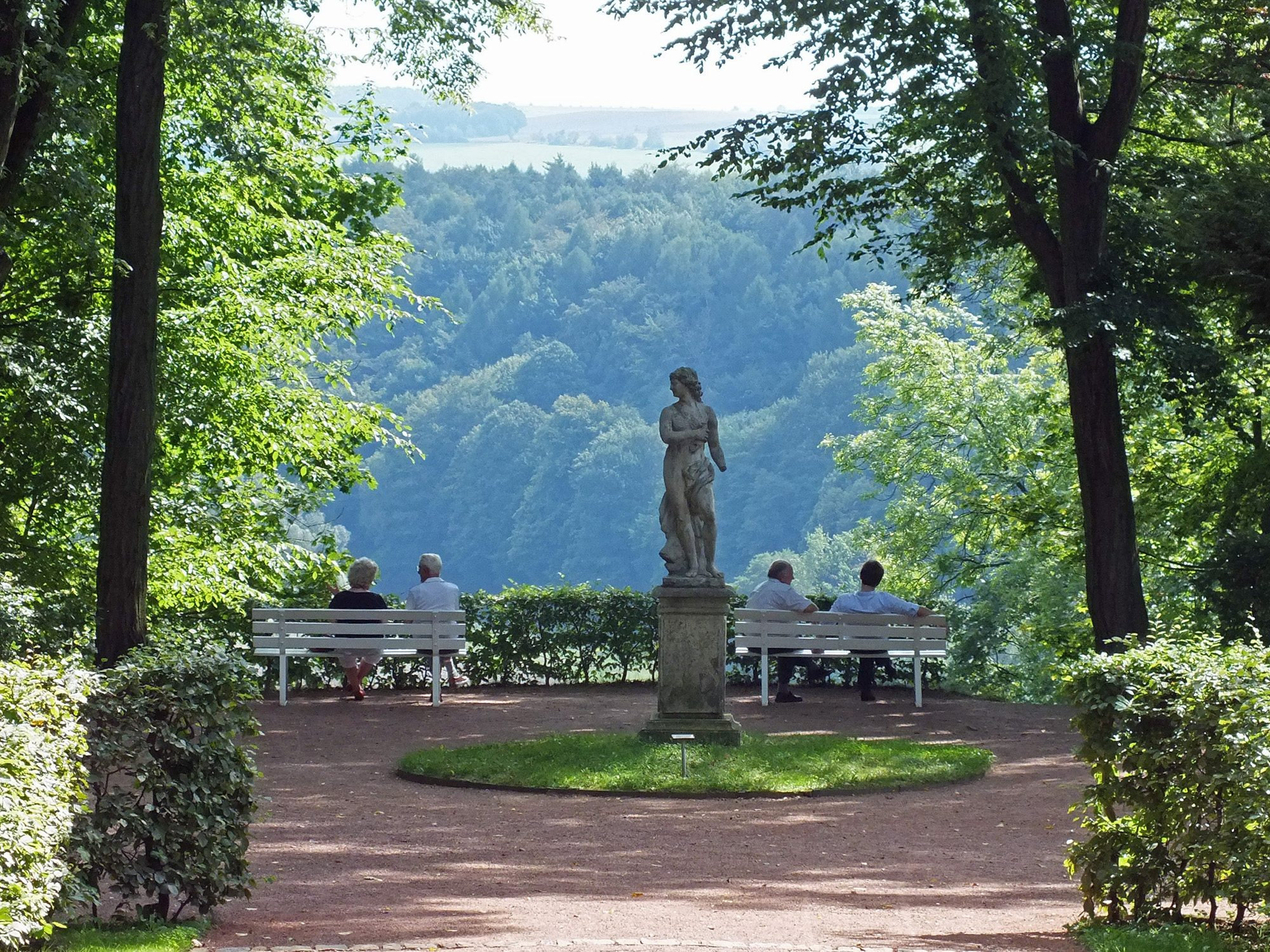
Diana-Statue vor dem Zschopautal
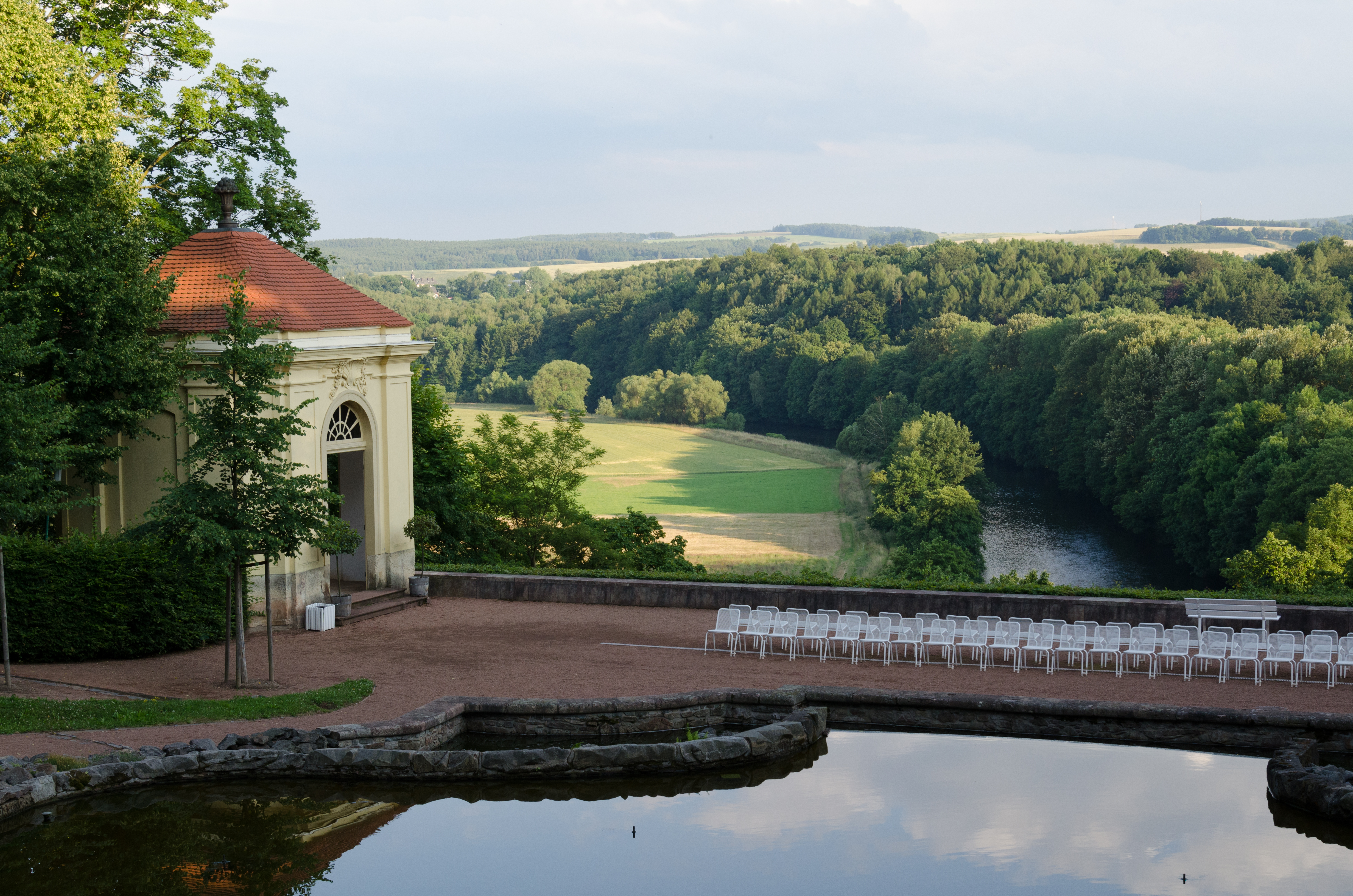
Blick ins Zschopautal
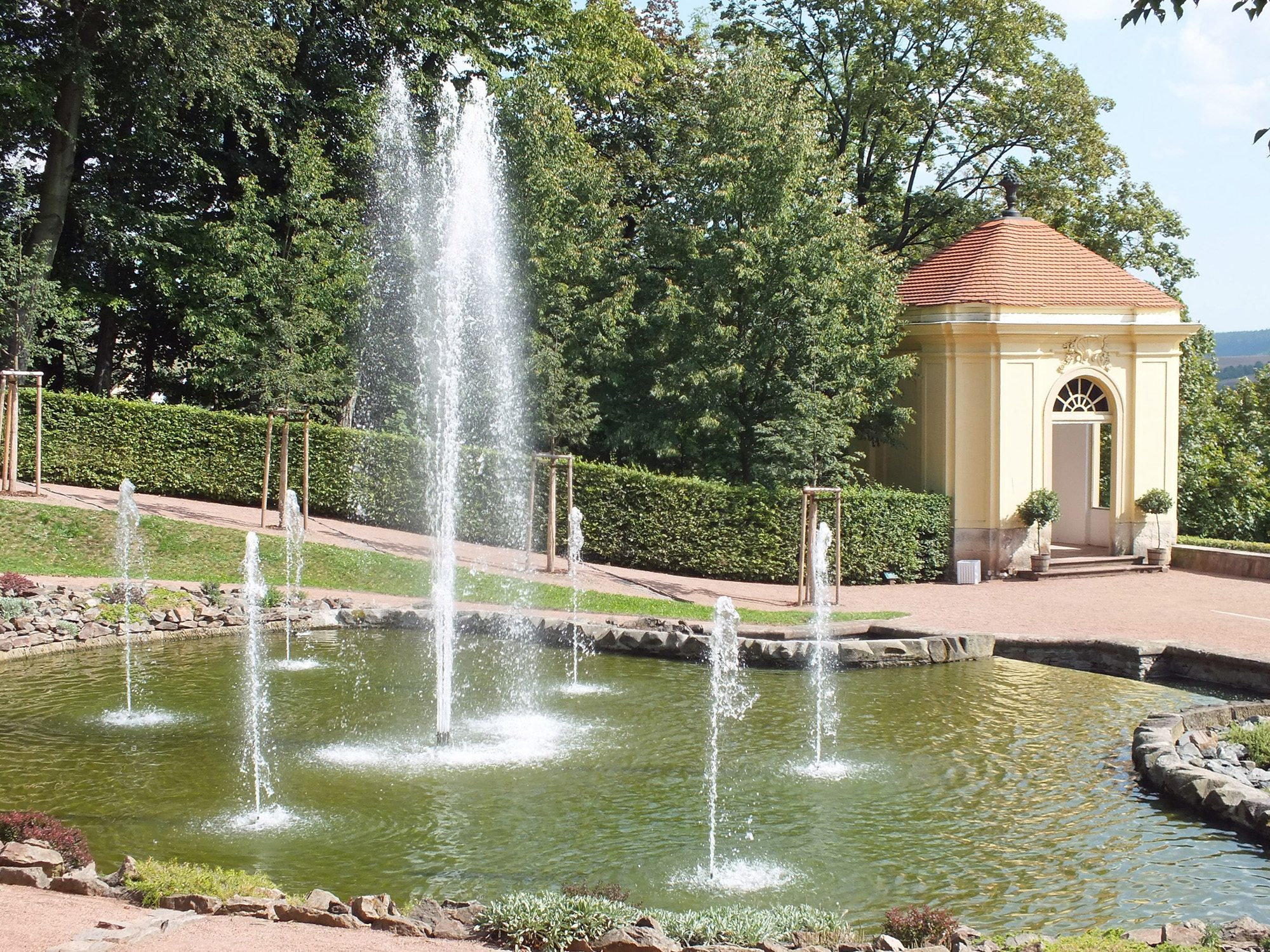
Wasserspiel Sieben Künste
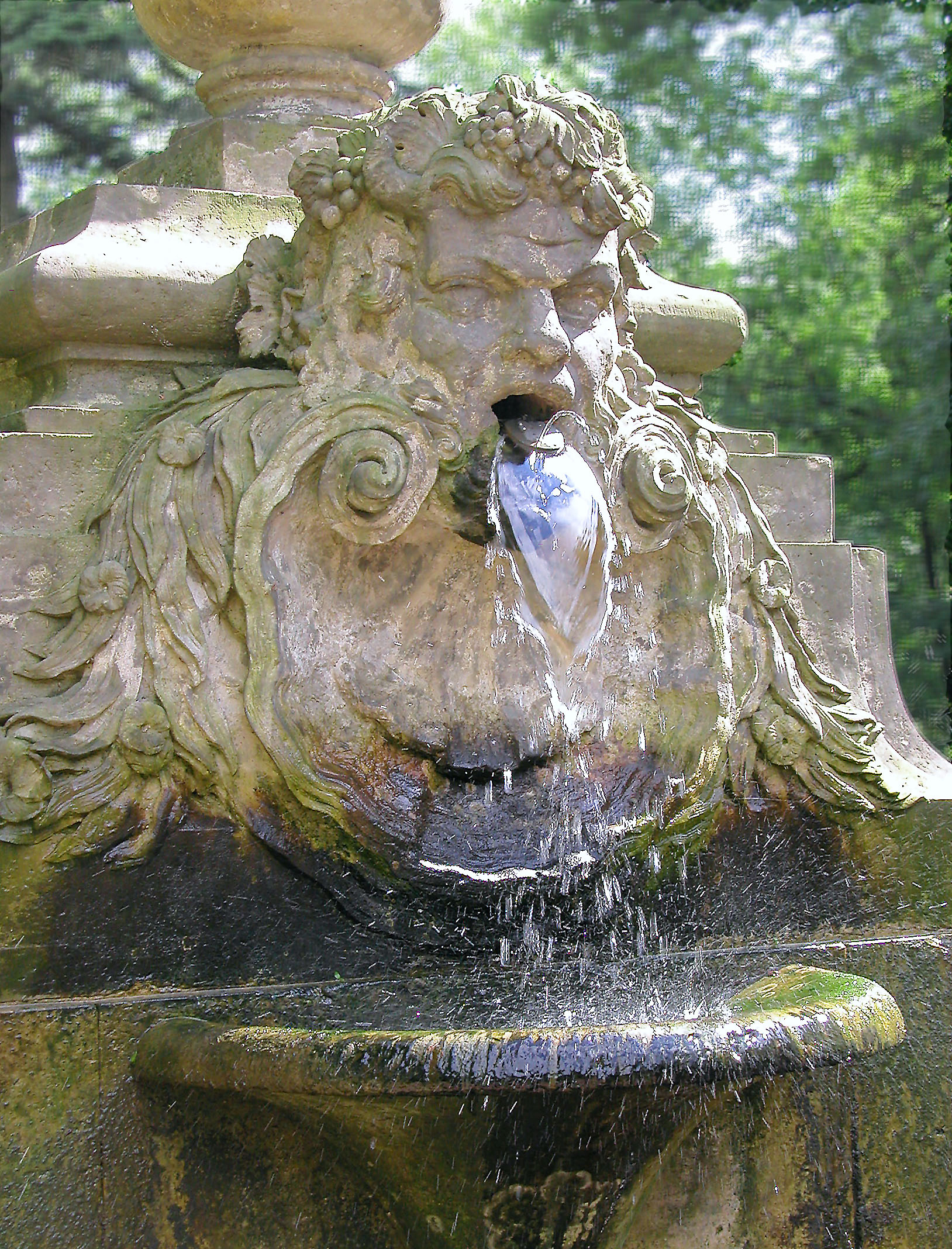
Putto im Schlosspark LichtenwaldeWasserspeier im Park
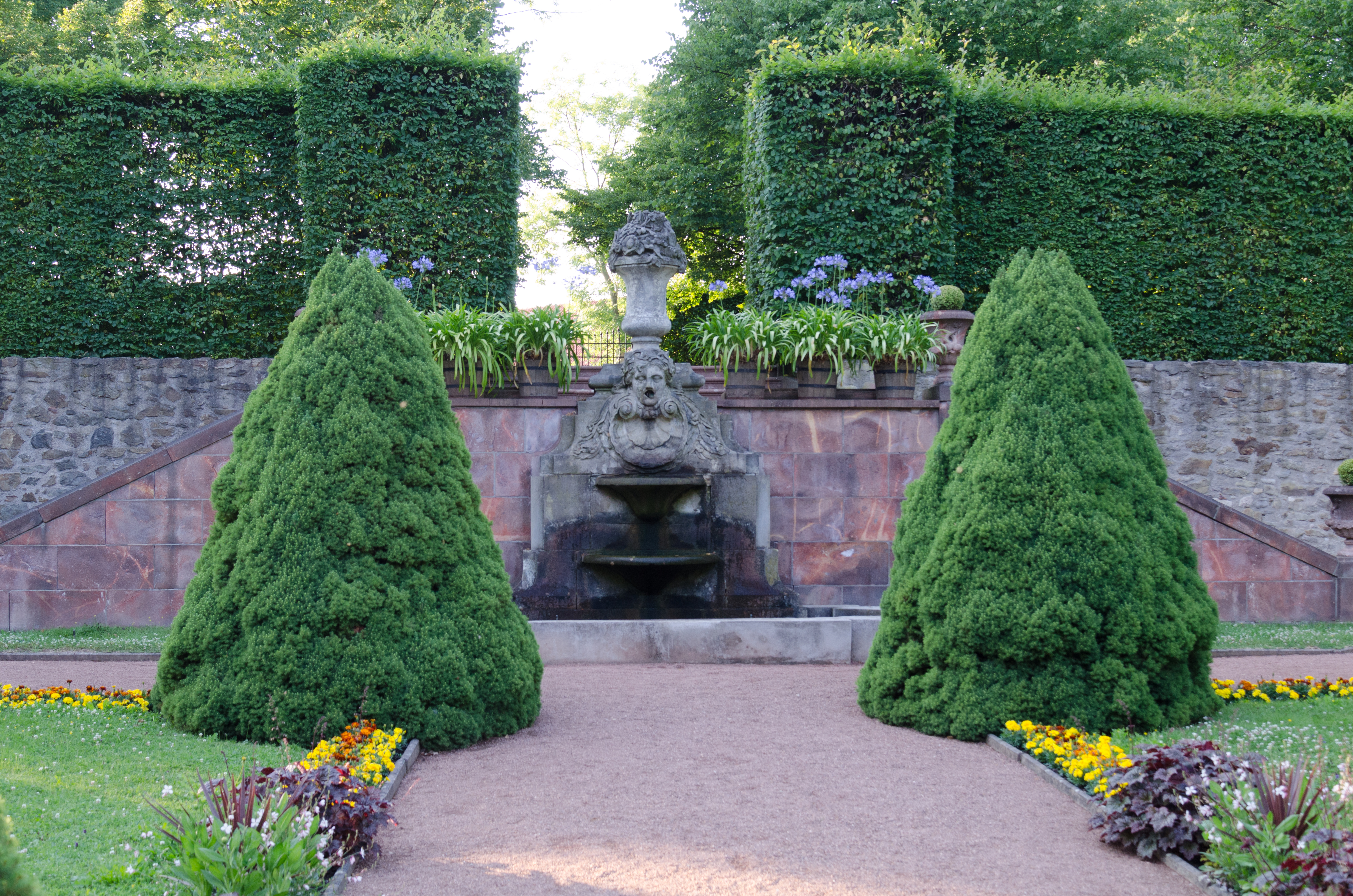

## Varia
- Vom 14. Mai bis zum 22. Mai 2016 waren im Schloss in der Ausstellung „Die Genialität des Augenblicks“ 150 Originalfotos von Günter Rössler aus den Gebieten Reportage - Mode - Akt zu sehen.[8]
- Vom 20. Oktober 2016 bis zum 12. März 2017 wurde in der Galerie AKS die Ausstellung „seven“ mit Abschlussarbeiten der Fakultät Angewandte Kunst Schneeberg präsentiert.

### Genealogie der Schlossherren Vitzthum von Eckstädt
- Rudolf Graf Vitzthum von Eckstädt: Beiträge zu einer Vitzthumschen Familiengeschichte. in: Beiträge zur deutschen Familiengeschichte, Band 14, Zentralstelle f. Dt. Personen- u. Familiengeschichte, Leipzig 1935. DNB. Reprint 2021 DNB.
- Hans Friedrich von Ehrenkrook, Friedrich Wilhelm Euler: Genealogisches Handbuch der Gräflichen Häuser A (Uradel), Band II, Band 10 der Gesamtreihe GHdA, Hrsg. Deutsches Adelsarchiv, C. A. Starke, Glücksburg/Ostsee 1955, S. 485 ff. ISSN 0435-2408.